# Lionel Cox (tiratore)
Lionel Cox (Seraing, 11 luglio 1981) è un tiratore a segno belga, vincitore di una medaglia d'argento ai Giochi olimpici di Londra 2012.

## Palmarès

### Giochi olimpici
- 1 medaglia:
  - 1 argento (carabina 50 metri a terra a Londra 2012).